# Wild Arms
Wild Arms (ワイルドアームズ, Wairudo Āmuzu), parfois stylisé Wild ARMs, est une franchise développée par Media.Vision et appartenant à Sony Computer Entertainment. La franchise se compose de plusieurs jeux de rôle et de médias connexes à thème occidental. Depuis le lancement du titre original Wild Arms en 1996 la série englobe plusieurs médias, notamment des jouets, des mangas, des applications pour téléphones mobiles et un anime de 22 épisodes. Wild Arms est remarquable en tant que l’une des rares séries de jeux de rôle à adopter un thème américain du Far West. Les personnages, les décors et la musique de la série contiennent des indices visuels et sonores sur les westerns américains, ainsi que des éléments traditionnels de fantasy et de science-fiction.
La série a été largement supervisée par le producteur Akifumi Kaneko et est considérée comme un classique culte parmi les autres franchises de jeux de rôle. Bien que la réception en Amérique du Nord et en Europe reste modeste, la série compte une base de fans active en Occident. Les jeux Wild Arms sont populaires au Japon.
Wild Arms fait partie des «trois principaux jeux de rôle» de Sony avec Arc The Lad, Wild Arms et Popolocrois au Japon.

## Développement de la série

### Production
Wild Arms était le premier projet de jeu vidéo de jeux de rôle de Media.Vision qui était principalement connu pour ses séries de jeux de tir Crime Crackers et Rapid Reload. À la recherche d'un moyen de tirer profit du marché en pleine croissance des jeux de rôle du milieu des années 90, Sony a confié à Media.Vision de créer un jeu combinant des éléments d’un RPG traditionnel avec des graphiques 3D limités pour promouvoir le matériel de la console PlayStation nouvellement sortie. Supervisé et conçu principalement par Akifumi Kaneko et Takashi Fukushima en 1996, Wild Arms, tout en conservant les personnages et les arrière-plans traditionnels en deux dimensions, est devenu l'un des premiers titres de jeu de rôle publié pour présenter des séquences de bataille en 3D.
Utilisant une approche unique en matière de réglage et de conception des personnages, Wild Arms établit la norme pour tous les futurs jeux de la série. S'inspirant des westerns américains, ainsi que de mangas à thème occidental tels que Trigun, Kaneko et Fukushima de Yasuhiro Nightow, ont créé un monde du jeu vidéo qui ressemble à l'environnement fantastique imaginaire vu dans des titres similaires. Des références à des éléments de jeu de rôle déterminants influencés par la fantaisie européenne, tels que des châteaux, des tours de magie, des dragons et des monstres, ont été ajoutées pour attirer les joueurs vers un concept familier et étendre la narration au-delà du média occidental pour permettre aux scénaristes de d'autres éléments. La mythologie nordique, l'animisme et la mythologie japonaise font partie des autres influences culturelles et régionales.

### Musique
La musique de fond de Wild Arms s'inscrit dans la continuité des thèmes des jeux en offrant une bande son rappelant les westerns. La compositrice Michiko Naruke, qui auparavant n’avait écrit que des partitions pour les titres Super Nintendo Entertainment System, a jeté les bases de la musique de la série. L'instrumentation récurrente comprend des guitares acoustiques, des mandolines, des tambours, des bois, des cuivres et des pianos, accompagnés d'échantillons d'applaudissements et de sifflements. Bien que de dominante classique, la musique de chaque jeu intègre d'autres genres, notamment folk, rock, électronique, swing et choral. Naruke a elle-même composé la bande-son des trois premiers titres de Wild Arms, et elle a également contribué à la bande-son de Wild Arms 4 avec Nobuyuki Shimizu, Ryuta Suzuki et Masato Kouda, qui imitent son style désormais établi. La musique de Wild Arms 5, le seul jeu vidéo auquel Naruke n'a pas contribué, a été créée par Kouda et le nouveau venu de la série, Noriyasu Agematsu.

## Thèmes récurrents
L'usage des armes à feu est un facteur important dans le mythe de Wild Arms. Appelées "ARMS", ces armes sont souvent associées à une technologie ancienne et représentent un âge plus violent et guerrier ; ainsi, une stigmatisation sociale est souvent donnée à toute personne qui en possède ou en utilise Bien que la nature exacte varie d’un jeu à l’autre, elles sont considérés comme des dispositifs extrêmement destructeurs dotés de nombreuses fonctions au combat. L'utilisation pratique des armes, soit pour protéger, soit pour détruire la vie, est laissée à la discrétion de l'utilisateur et sert d'intrigue dans chaque jeu pour établir les véritables motivations d'un personnage,.
L'environnementalisme est également un facteur clé dans de nombreux jeux Wild Arms, qui se concentrent souvent sur la restauration de l'environnement qui a longtemps été entaché, que ce soit par la guerre ou par des phénomènes naturels. Les forces gouvernantes de la planète sont personnifiées comme des "Gardiens", des créatures anthropomorphes semblables à un esprit, qui agissent en tant que dieux d'aspects naturels tels que l'eau, le feu et le vent, ainsi que de traits humains tels que l'amour, l'espoir et le courage. Les héros principaux de chaque jeu s'allient souvent avec ces Gardiens pour vaincre des méchants écologiquement inconscients ou dépendants de la technologie qui soumettraient ou détruiraient le monde à leurs objectifs respectifs,.

### Environnement
Chaque histoire de Wild Arms se déroule sur une planète appelée Filgaia, bien que chaque "Filgaia" apparaisse comme un monde entièrement séparé avec un arrangement de continents différent, dans la même tradition que la discontinuité entre les jeux de la série Final Fantasy. Filgaia est un monde imaginaire conçu pour ressembler à l’Ouest américain caractérisé par de grands déserts, des canyons de roches rouges et des plaines asséchées. Il existe plusieurs autres types de terres et climats, notamment des forêts, des régions montagneuses, des prairies et des toundras arctiques, bien que leur prédominance varie d'un gibier à l'autre. Bien que les villes et les villages humains soient nombreux, le désert qui entoure la majeure partie du paysage est truffé de monstres et d’autres bêtes, ainsi que de ruines ou de donjons datant d’époques antérieures qui abritent d’antiques trésors inaccessibles à tous les aventuriers. Filgaia abrite également un certain nombre de races différentes, notamment les Baskars inspirés par les Amérindiens, les Elws vivant dans la nature et les Crimson Nobles vampiriques.

### Elw
Les Elw (prononcez "ilou") sont une race demi-humaine qui apparaît humaine, à l'exception de leurs longues oreilles. En raison de leur relation étroite avec la nature, les Elw vivent exceptionnellement longtemps. En raison de la destruction de l'environnement, la population de Elw est extrêmement faible.
Les Elw étaient les premiers habitants de Filgaia. Quand les néosapiens (humains) ont émigré vers Filgaia après une guerre contre leur monde d'origine, les Elw les ont acceptés pacifiquement.
Environ mille ans avant les événements de Wild Arms, Filgaia fut envahi par une race connue sous le nom de Metal Demons. Les Elw se sont unis aux autres habitants de Filgaia, aux humains et aux Gardiens, afin d'expulser les envahisseurs. Finalement, le chef des Metal Demon "Mother" fut vaincu et les Metal Demons furent repoussés à l'extrême nord de Filgaia.
Pendant la guerre, les Elw ont développé de nombreuses armes en utilisant leurs connaissances de la magie, de l'alchimie et de la technologie. La plupart de ces armes sont ensuite devenues des ARMs. Les Elw ont également créé les grandes machines humanoïdes appelées Golems. Les Golems se sont révélés très utiles lors de la première guerre de démons. Cependant, les Golems n'étaient pas fiables car ils déterminaient amis et ennemis en fonction de ceux qui les exploitaient. Cette faille a ensuite été exploitée par les Metal Demons lors de la seconde guerre des démons et a été la principale raison pour laquelle les Elws ont créé le Holmcross. Les Elw ont créé le Holmcross en utilisant du métal vivant basé sur celui des Metal Demons. Le Holmcross s'est déchaîné et tous les démons - à une exception près - ont été détruits par les Elw. La dernière arme créée par les Elw était la Gardian Blade. Lorsque la Gardian Blade a été activée, elle a vidé la vitalité d'une partie de la planète et a déclenché le délabrement qui allait transformer lentement Filgaia en une terre stérile à tel point qu'il serait bientôt impossible pour les Elw, dépendants de la nature, de survivre. Cette méfiance des Elw vis-à-vis des humains a conduit à la création de la dimension Elw et à son évacuation de Filgaia. Le dernier Elw connu a fondé le village de Baskar.

### Ragu O Ragula
Le légendaire Ragu O Ragula, surnommé le "roi des monstres", est un boss optionnel qui revient tout au long de la série. Il est fortement suggéré qu'il serait une forme de vie extraterrestre, car il a "parcouru les étoiles". Dans chaque jeu Wild ARMs, il est le boss optionnel ultime. Dans les jeux dans lesquels les Abysses - un donjon optionnel parfois extrêmement long qui apparaît dans de nombreux jeux - est présent, il sera à la fin de ce donjon. On ne donne pas souvent beaucoup d'indices au joueur, mais on le fait toujours allusion dans quelques étagères à livres tout au long du jeu. En cas de défaite, Ragu donne généralement au joueur l’emblématique accessoire Sheriff Star, qui prouve non seulement la valeur du joueur, mais tend également à rendre le reste du jeu assez facile à équiper grâce à ses effets. Cette tendance a été brisée dans Wild Arms 5, dans lequel, lorsqu'il est vaincu, Ragu laisse tomber un badge appelé "The Omega".

## Aperçu de la série

### Jeux
En tant que franchise Sony, tous les jeux vidéo Wild Arms apparaissent exclusivement sur les consoles de jeux vidéo PlayStation. Chaque titre est situé dans le monde de Filgaia et contient plusieurs éléments qui sont devenus des piliers de la série, y compris des courses, des monstres, des technologies et des points de terrain similaires. Cependant, seuls deux des titres font directement allusion à une chronologie, chaque jeu comportant un Filgaia non reconnaissable de chaque titre précédent, de sorte que l'on peut supposer que quelque chose l'a dévasté une fois de plus entre chaque entrée de la série. Bien que des variations et des différences stylistiques persistent dans la présentation générale de chaque jeu, tous les titres peuvent être considérés comme des "Weird Westerns", combinant des attributs des genres traditionnels de la fantasy, de la science-fiction et du steampunk.
- Wild Arms a créé nombre des thèmes récurrents abordés dans les épisodes ultérieurs, y compris des accents occidentaux, le monde désertique de Filgaia et des machines ressemblant à des armes à feu, appelées "ARM", qui deviendront l'homonyme de la série. Il a introduit le système "outil", dans lequel des objets spéciaux tels que des bombes ou des grappins peuvent être utilisés en dehors du combat pour traverser un terrain autrement impraticable et détruire des objets. Initialement lancé au Japon sur PlayStation en 1996, le jeu a ensuite été traduit en Amérique du Nord et dans la région PAL au cours des deux années suivantes par Sony Computer Entertainment. Wild Arms propose des personnages et des environnements en deux dimensions pour un jeu normal, tandis que les séquences de bataille sont rendues en 3D[3]. Le jeu suit les aventures d'un groupe de "Dream Chasers", Rudy, Jack et Cecilia, qui traversent le monde désertique de Filgaia. Contactés par les avatars des forces de la nature qui protègent le monde, les héros sont choisis pour être les champions de l'humanité face à une invasion de démons[18],[4]. Les nouveaux ajouts au gameplay de Wild Arms 3 incluent le Migrant System pour éviter les batailles et la séquence de tirs croisés ajoutée au combat[19].
- Wild Arms 2, la suite du premier Wild Arms, était le deuxième et dernier titre de la PlayStation originale. Tout en conservant de nombreux thèmes du titre précédent, Wild Arms 2 a introduit des éléments de science-fiction supplémentaires, notamment des techniques de pointe plus abondantes et la cybernétique, ainsi que des thèmes fantastiques et steampunk supplémentaires. Il est possible de recruter six personnages au total, le joueur pouvant à tout moment basculer entre eux. Alors que les personnages restaient en 2D, les environnements tels que les donjons et les villes étaient maintenant rendus en 3D isométrique[20]. Wild Arms 2 implique un groupe de forces de maintien de la paix internationales connu sous le nom d '"Operation ARMS", chargé par un riche bienfaiteur de protéger le monde contre l'organisation terroriste Odessa. Le joueur prend le contrôle de chaque membre d’ARMS à mesure qu’il avance dans le jeu et finit par affronter un mal ancien qui menaçait autrefois de détruire tout Filgaia[21].
- Wild Arms Alter Code: F est une version révisée améliorée de la version originale de Wild Arms pour la PlayStation 2. Elle comprend un script plus élaboré, des séquences d’histoires supplémentaires et une bande-son réenregistrée par Naruke. Bien que tous les emplacements précédents de la version initiale soient revenus, ils sont maintenant présentés en 3D complète avec de nouvelles dispositions et de nouveaux casse-tête.
- Wild Arms 3 est le premier jeu Wild Arms pour la console PlayStation 2 et le premier titre à être entièrement présenté avec des graphismes 3D en ombrage de celluloïd. Bien que le combat reste basé sur les tours, un ajout mineur au système de combat, la "séquence de tirs croisés", donne l’apparence que personnages et ennemis se déplacent sur le champ de bataille entre les rounds[22]. Reprenant les racines du Far West de la série, le jeu se déroule dans un monde désert presque totalement dépourvu de grandes étendues d’eau, où des bandes d’aventuriers et de hors-la-loi errants errent sur les terres à la recherche d’une immense fortune, soit par des vols soit par la chasse au trésor. Virginia, Jet, Clive et Gallows sont les personnages principaux qui doivent affronter un groupe de mystiques essayant de faire revivre le monde et un démon qui voudrait le détruire[23].
- Wild Arms 4 adopte une approche plus semblable à celle d’un jeu d’action, comprenant des environnements qui ne permettent que des mouvements horizontaux, ainsi que la capacité de courir, de sauter et de glisser au-delà des obstacles. Le système d'outils est absent pour la première fois et les séquences de combat sont traitées de manière très différente des jeux précédents. Utilisant le "système hexagonal", les champs de bataille sont désormais composés de sept hexagones de taille égale permettant aux personnages de se déplacer entre chaque round de combat, permettant ainsi au joueur d’attaquer des ennemis ou d’aider ses alliés stationnés dans des hexagones adjacents[24]. L'histoire suit le parcours de Jude, un jeune garçon d'un village isolé qui ne veut pas posséder une arme secrète développée par ARM et qui est maintenant en fuite du gouvernement. Il est accompagné de ses compagnons, Yulie, Arnaud et Raquel, qui se lancent dans une quête pour réunir Jude avec sa mère et vaincre un certain nombre d'agents du gouvernement surhumains avec un complot caché mettant en cause la sécurité du monde[25].
- Wild Arms 5, le dernier titre de la PlayStation 2, utilise davantage le système de combat HEX de Wild Arms 4 avec des ajustements mineurs, notamment une équipe de combat de trois personnages maximum. Sorti au Japon en décembre 2006, le jeu a été lancé en Amérique du Nord par XSEED Games en août 2007[26]. Une version pour la région PAL a été publiée par 505 Games en quantités limitées uniquement disponible en France, en Italie et au Royaume-Uni. L'histoire concerne Dean Stark, un aventurier de 16 ans originaire d'un village spécialisé dans la collecte des technologies perdues, et son amie Rebecca, qui découvre une mystérieuse jeune femme amnésique nommée Avril aux alentours de la ville. Le duo accepte d'aider Avril dans sa quête pour retrouver sa mémoire, tandis que Dean s'engage à apprendre à utiliser les ARMs afin de devenir un jour un "Chasseur de Golem" prospère, un découvreur d'anciens géants de la robotique[27].
- Wild Arms XF est le premier jeu sur portable de la série, développé pour la PlayStation Portable[28],[29]. Contrairement aux autres titres, il s’agit d’un jeu de rôle tactique. L’histoire est centrée sur Clarissa Arwin, la chef des Chevaliers Blancs, qui est entraînée dans une guerre politique lorsqu'elle se rend dans le royaume d’Elesius pour récupérer l’épée de sa mère.

### Mobile
Wild Arms Mobile est une série de jeux de téléphones mobiles distribués par Yahoo! Keitai, I-Mode et EZWeb pour la marque de téléphones portables NTT DoCoMo au Japon. Développé pour la première fois en 2006, le service de téléchargement comprend deux mini-jeux à thème Wild Arms : un jeu de puzzle de style Tetris et Wild Arms Kōya no Nichō Kenjū, un jeu de tir mettant en scène des personnages et des lieux de Wild Arms 3. Les autres fonctionnalités téléchargeables comprennent les arrière-plans, les apparences de calendrier, la musique et les styles visuels basés sur plusieurs jeux Wild Arms.
Wild Arms: Million Memories est sorti sur les smartphones au Japon le 26 septembre 2018 Le jeu a été développé par ForwardWorks et contient des personnages de différents jeux Wild Arms.

### Manga
Wild Arms Hana Nusubito, ou Wild ARMs: Flower Thieves, est d'abord apparu dans le magazine japonais Z en 2001 et est un manga de 187 pages commandé à Sony Computer Entertainment Japan et publié par Kodansha. Le manga présente des œuvres de Wakako Ōba et contient des éléments de l'intrigue des deux premiers titres de Wild Arms, bien qu'il se situe dans un monde unique. Flower Thieves se passe des milliers d'années après qu'une guerre entre humains et démons ait détruit une grande partie de la vie sur la planète, transformant le monde en une terre incendiée. Situé dans un avenir dystopique, le manga met en scène un groupe important d’êtres humains vivant dans la ville surpeuplée d’High Hose, où les fleurs et autres flores sont rares et précieuses. Lorsqu'un monstre mangeur de plantes connu sous le nom de "voleur de fleurs" attaque une mystérieuse fille nommée Jechika, un jeune garçon, Maxi, doit utiliser une arme ARM interdite pour la sauver et est par la suite expulsé de la ville pour avoir utilisé une technologie illégale. En voyageant dans le désert avec Jechika et un fleuriste nommé Gi, Maxi se lance dans une quête pour rétablir l'équilibre de la nature à travers le monde et rendre la terre habitable à nouveau.
Depuis Wild Arms 2 en 1999, des adaptations officielles de chaque jeu de Wild Arms ont été produites par des sociétés de manga telles que DNA Media, Enix, Bros. Comics, GanGan Wing et 4Kings pour une sortie exclusive au Japon. Chaque travail suit l’intrigue de chaque jeu sur lequel il est basé, avec des interprétations mineures du script et des personnages originaux.

### Anime
Wild Arms: Twilight Venom est une série animée de 22 épisodes diffusée à l'origine sur le réseau japonais WOWOW d'octobre 1999 à mars 2000 et produite par Studio Bee Train. Dirigée par Itsuro Kawasaki et Kōichi Mashimo, la série suit les aventures de deux chasseurs de trésors - Loretta, une future sorcière et Mirabelle, une Crimson Noble - qui tombe sur le corps de Sheyenne Rainstorm, une guerrière du passé ressuscitée dans le corps d'un garçon de dix ans. Pouvant utiliser les dispositifs ARM, puissants et archaïques, trouvés avec lui, Sheyenne et les autres s’associent au Dr Aronnax, scientifique du gung-ho, pour découvrir le secret de son passé. La série comprend de la musique de Kow Otani et de Sho Wada, ainsi que des thèmes des deux premiers jeux de Wild Arms.

### Albums
Outre les bandes sonores commerciales de chaque jeu et de l'anime, deux ensembles d'albums arrangés ont été publiés, comprenant de la musique provenant de plusieurs jeux de la série Wild Arms. L'album de compilation Alone the World: Wild Arms Vocal Collection, publié en juillet 2002, regroupe toutes les pistes vocales des trois premiers titres de Wild Arms, ainsi que des versions chantées de chansons précédemment instrumentales composées par Kaori Asoh.
Pour célébrer le 10e anniversaire de la série Wild Arms, Media.Vision et King Records ont produit deux albums distincts sous le label Wild Arms: Music the Best, qui présente de la musique des quatre premiers jeux de Wild Arms, ainsi que l’animé Twilight Venom. Le premier album, Feeling Wind, sorti en août 2006, contient des interprétations piano de différentes chansons interprétées par Haruki Mino et Fumito Hirata et organisées par Yasuo Sako, et fait partie d'un recueil de chansons en édition spéciale intitulée Piece of Tears ainsi que des interviews du compositeur Michiko Naruke. Le deuxième album, Rocking Heart, sorti en octobre, est un album de remix inspiré du rock et du jazz avec des arrangements de Nittoku Inoue, Nobuhiko Kashiwara, Nao Tokisawa, Atsushi Tomita, Transquillo et Ryo Yonemitsu.

## Accueil
Tandis que certains critiques louent Wild Arms pour son approche unique en matière de narration, d'autres dénoncent le fait qu’il s’agit au mieux d’une série générique destinée à combler les lacunes entre les sorties d’autres titres plus en vue. Chaque jeu Wild Arms a été vendu modestement en Amérique du Nord et en Europe, aucun titre ne se vendant au-delà du montant requis pour bénéficier de la distinction " PlayStation Greatest Hits " ou "Sony Platinum Range". Les ventes au Japon ont été nettement meilleures, les cinq premiers titres obtenant la distinction équivalente "PlayStation the Best" ou "PlayStation 2 the Best", ainsi que des réimpressions plusieurs mois ou années après leurs sorties initiales. À l'exception de Wild Arms 2 et de Alter Code: F, chaque jeu est sorti dans les trois principales régions NTSC et PAL.